# 미사 바위

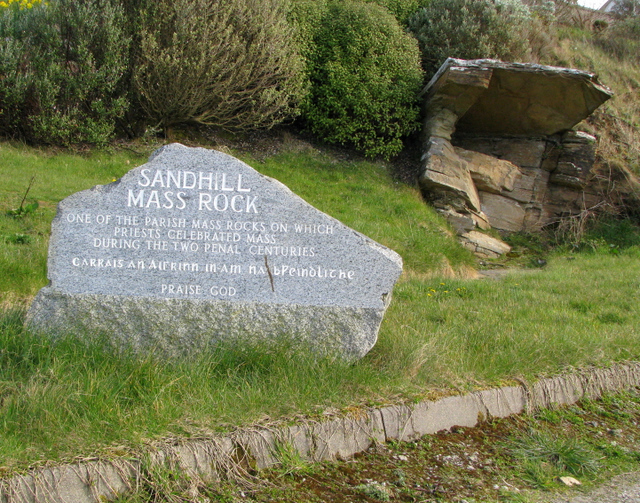
더니골주 Dufanaghy 인근 샌드힐(Sandhill) 미사 바위

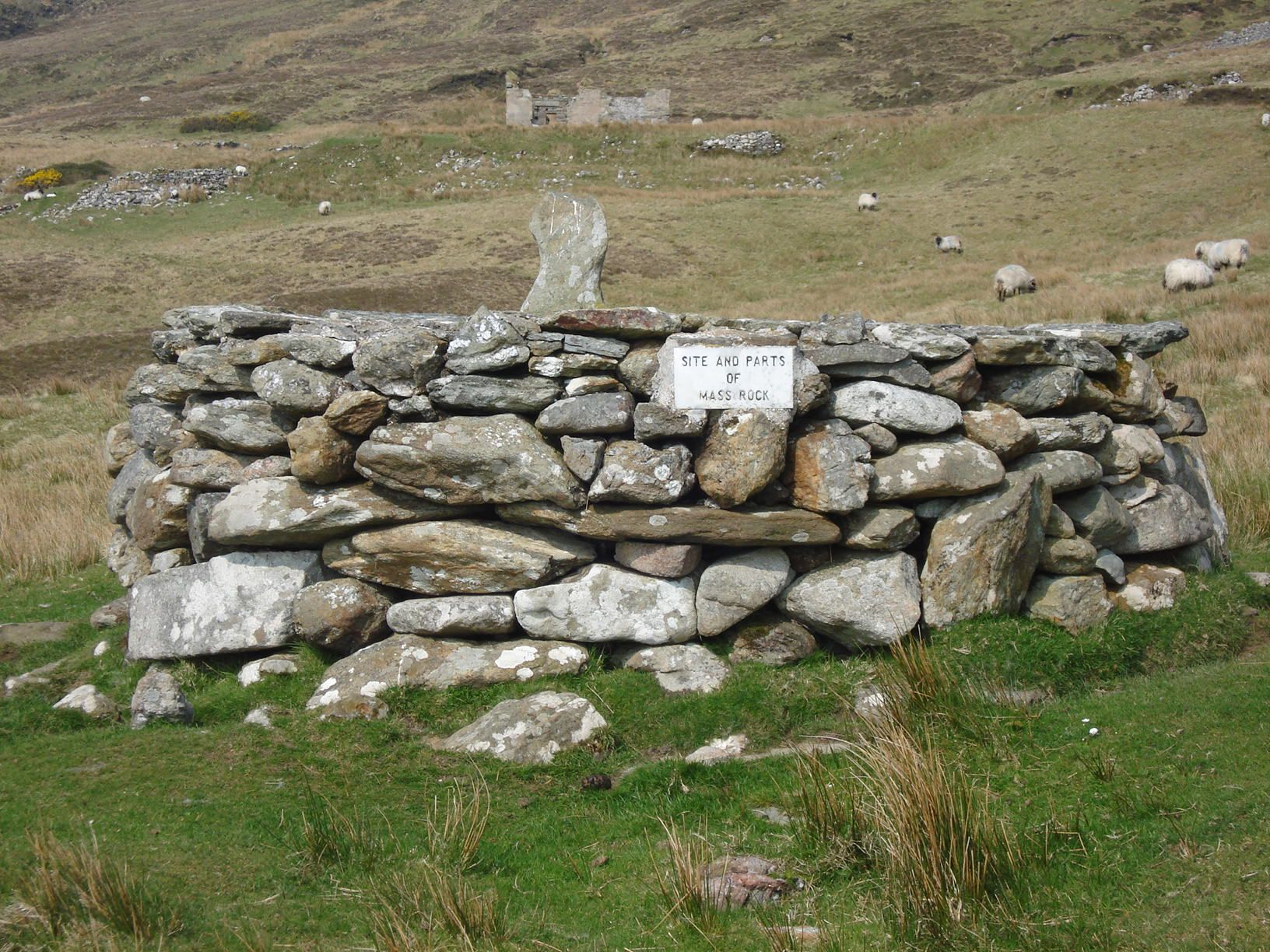
메이요주 아킬섬의 미사 바위

미사 바위(아일랜드어: Carraig an Aifrinn, 영어: Mass rock)란 17세기 중반 아일랜드에서 가톨릭 미사를 보기 위한 제단으로 쓰이던 바위이다.
크롬웰의 아일랜드 정복과 1695년 제정된 형벌법 (아일랜드)으로 인해 가톨릭 미사를 보기 힘들고 위험해지자, 아일랜드인들은 이러한 종교의식을 열기 위해 고립된 장소를 찾아다녔다. 1704년 등록법 (아일랜드)이 아일랜드 의회에서 제정된 이후 가톨릭 주교들은 추방되었고, 사제들은 설교를 하기 위해서는 등록을 해야 했다. 1709년 새로운 법이 제정된 이후 영국은 등록되지 않은 가톨릭 사제와 장로교 설교자를 붙잡기 위해 사제 사냥꾼을 고용했다.
스코틀랜드에도 미사 돌(영어: Mass stone)이라는 비슷한 쓰임새의 돌이 발견된다. 스코틀랜드 남유이스트섬의 샤너히(스코틀랜드의 전통 게일 이야기꾼을 뜻하는 단어)인 앵거스 매클렐런(Angus MacLellan)은 1880년대 퍼스셔의 미사 돌에 대한 기록을 남겼다. 그는 당시 퍼스셔 애버펠디 인근에 있는 로버트 멘지스(Robert Menzies)의 농장에 고용되어 일하고 있었는데, 농장 들판 한가운데에 미사 돌이 세워져 있는 것을 발견하였다. 이 돌은 스코틀랜드에서 가톨릭 사제들이 불법화된 이후 세워졌다. 멘지스의 말에 따르면 그 장소는 켈트 기독교 시절 주요한 교육 서원이 세워져 있던 곳이었다. 또한 멘지스는 지역 주민들이 장로교로 개종한지 오랜 세월이 지났지만, 주민들은 여전히 가톨릭 유적을 미신적 두려움을 가지고 보고 있으며 절대 건들이지 않았다고 설명하였다. 또한 스코틀랜드 게일어의 퍼스셔 방언으로는 미사 돌을 "제물 돌"이라는 뜻의 Clachan Ìobairt라고 부른다는 말도 덧붙였다.
오스트리아의 파테르니온에도 반종교개혁 당시 루터교회 교인들이 모였던 "개 교회"라는 뜻의 돌인 "훈츠키르헤"(독일어: hundskirche)가 있다.

## 사용 기록
아일랜드 내 많은 미사 바위는 성당 잔해를 시골로 옮긴 다음 윗부분에 간단한 십자가를 조각한 형태이다. 당시 아일랜드에서 가톨릭 미사가 불법이었기 때문에 미사는 따로 정해진 일정이 없었으며, 교구민들은 이 내용을 구어로 퍼트려야만 했다. 17세기 후반이 되자 일반적인 미사 장소는 대체로 초가집(thatched mass house)으로 옮겨졌다.
미사 바위에 대한 기록은 아일랜드 고고학 조사부(1700년 이전 유적)와, 국립 건축 유적 일람(1700년 이후 유적)에 기록되어 있다.

## 이후 사용 사례
이후 실외 미사는 주로 시골지방에서 파트룬이나 크리스마스와 같은 특별한 날에만 보았다. 하지만 아일랜드의 코로나19 범유행 이후 실외 모임이 제한되자 아일랜드의 고통받는 교회 돕기는 미사를 미사 바위에서 보자는 운동을 개시하였다.